# Xiphocentron bilimekii
Xiphocentron bilimekii là một loài Trichoptera trong họ Xiphocentronidae. Loài này có ở Mexico.